# Syrets
Syrets (ryska: Сырец) är ett vattendrag i Belarus. Det ligger i den sydvästra delen av landet, 240 km söder om huvudstaden Minsk.
I omgivningarna runt Syrets växer i huvudsak blandskog. Runt Syrets är det ganska glesbefolkat, med 27 invånare per kvadratkilometer.